# Psychosaura agmosticha
Espèce
Synonymes
- Mabuya agmosticha Rodrigues, 2000

Psychosaura agmosticha est une espèce de sauriens de la famille des Scincidae.

## Répartition
Cette espèce est endémique du Brésil. Elle se rencontre dans les États d'Alagoas et du Paraíba.

## Description
C'est un saurien vivipare.

## Publication originale
- Rodrigues, 2000 : A new species of Mabuya (Squamata: Scincidae) from the semiarid Caatingas of northeastern Brazil. Papéis Avulsos de Zoologia, vol. 41, no 21, p. 313-328.